# Венёвский уезд
Венёвский уезд — административно-территориальная единица в составе Московской и Тульской губерний Российской империи и РСФСР, существовавшая в 1727—1925 годах. Уездный город — Венёв.

## История
Венёвский уезд известен с допетровских времён. В 1708 году уезд был упразднён, а город Венёв отнесён к Московской губернии (в 1719 году при разделении губерний на провинции отнесён к Тульской провинции). В 1727 году уезд в составе Тульской провинции был восстановлен.
В 1777 году уезд был отнесён к Тульскому наместничеству, которое в 1796 году было преобразовано в Тульскую губернию.
В 1924 году уезд разделён на 5 районов: Васильевский, Венёвский, Серебряно-Прудский, Холтобинский, Юдинский.
В августе 1925 Юдинский район переименован в Оболенский.
В декабре 1925 года Венёвский уезд был упразднён, районы вошли в прямое подчинение Тульской губернии.
Небольшая часть бывшего Венёвского уезда (в основном бывший Серебряно-Прудский район) в настоящее время входит в состав Московской области.

## Административное деление
В 1890 году в состав уезда входило 26 волостей
| № п/п | Волость            | Волостное правление | Число селений | Население |
| ----- | ------------------ | ------------------- | ------------- | --------- |
| 1     | Аксиньинская       | с. Аксиньино        | 21            | 3019      |
| 2     | Бороздинская       | с. Бороздино        | 13            | 4171      |
| 3     | Васильевская       | с. Васильевское     | 21            | 3577      |
| 4     | Городенская        | с. Городенец        | 20            | 4994      |
| 5     | Дьяконовская       | с. Дьяконово        | 12            | 4873      |
| 6     | Казанская          | с. Казанское        | 16            | 3225      |
| 7     | Касяевская         | с. Косяево          | 16            | 5314      |
| 8     | Кормовская         | с. Кормовое         | 10            | 4565      |
| 9     | Куребинская        | с. Куребино         | 13            | 5532      |
| 10    | Мильшинская        | с. Мильшино         | 8             | 2485      |
| 11    | Новомойгорская     | с. Новомойгоры      | 10            | 2073      |
| 12    | Новоприборная      | с. Новоприборная    | 2             | 11560     |
| 13    | Озеренская         | сл. Озеренская      | 11            | 9453      |
| 14    | Поветкинская       | с. Поветкино        | 10            | 3995      |
| 15    | Подхоженская       | с. Подхожее         | 2             | 4958      |
| 16    | Прудищенская       | с. Прудищи          | 7             | 2594      |
| 17    | Серебряно-Прудская | с. Серебряные Пруды | 3             | 5731      |
| 18    | Спасская           | с. Спасское         | 6             | 3151      |
| 19    | Студенецкая        | с. Студенец         | 17            | 3843      |
| 20    | Толстовская        | с. Толстое          | 7             | 2754      |
| 21    | Узуновская         | с. Узуново          | 10            | 5258      |
| 22    | Урусовская         | с. Урусово          | 9             | 3189      |
| 23    | Холтобинская       | с. Холтобино        | 15            | 4565      |
| 24    | Хрусловская        | с. Хрусловка        | 11            | 2965      |
| 25    | Щучьинская         | с. Щучье            | 13            | 3287      |
| 26    | Юдинская           | с. Юдино            | 10            | 3300      |

В 1913 году в уезде было 24 волости: упразднены Мильшинская, Новомойгорская, Хрусловская волости, образована Клинская волость (с. Клин).

## Население
По данным переписи 1897 года в уезде проживало 104 228 чел. В том числе русские — 99,9 %. В уездном городе Венёве проживало 5 167 чел.

## Уездные предводители дворянства[5]
| Фамилия, Имя, Отчество                     | Чин                                        | Года      |
| ------------------------------------------ | ------------------------------------------ | --------- |
| Сонцев Даниил Иванович                     | Капитан, помещик деревни Заломы.           | 1767      |
| Молчанов Антон Яковлевич                   | Коллежский советник                        | 1777-1780 |
| Хрущов Алексей Иванович                    | Провинциальный прокурор                    | 1780-1783 |
| Молчанов Антон Яковлевич                   | Коллежский советник                        | 1783-1789 |
| Глебовский Фёдор Львович                   | Коллежский асессор.                        | 1789-1792 |
| Исленьев Александр Алексеевич              | Действительный статский советник           | 1792-1795 |
| Прозоровский Дмитрий Александрович (князь) | Действительный статский советник.          | 1795-1798 |
| Девиер Иван Александрович (граф)           | Секунд-майор.                              | 1798-1801 |
| Юшков Василий Николаевич                   | Полковник                                  | 1801-1805 |
| Страхов Андрей Андреевич                   | Коллежский асессор                         | 1805-1807 |
| Похвиснев Василий Иванович                 | Статский советник                          | 1807-1811 |
| Хрущов Лаврентий Алексеевич                | Бригадир                                   | 1811-1817 |
| Аникеев Мардарий Максимович                | Майор                                      | 1817-1820 |
| Селезнёв Дмитрий Степанович                | Майор                                      | 1820-1823 |
| Змиев Александр Николаевич                 | Прапорщик                                  | 1823-1829 |
| Игнатьев Дмитрий Львович                   | Генерал-майор                              | 1829      |
| Змиев Александр Николаевич                 | Прапорщик                                  | 1829-1832 |
| Лихарев Василий Семёнович                  | Коллежский советник                        | 1832-1833 |
| Муромцев Александр Матвеевич               | Коллежский советник                        | 1833-1835 |
| Змиев Владимир Михайлович                  | Корнет                                     | 1835-1838 |
| Яньков Харлампий Николаевич                | Штабс-ротмистр                             | 1838-1840 |
| Телегин Алексей Иванович                   | Поручик                                    | 1840-1844 |
| Похвиснев Дмитрий Васильевич               | Статский советник                          | 1844-1849 |
| Соболев Иван Петрович                      | Капитан                                    | 1849-1856 |
| Черкасский Евгений Александрович (князь)   | Тайный советник                            | 1856-1870 |
| Шаховской Дмитрий Фёдорович (князь)        | Гвардии штабс-капитан                      | 1870      |
| Оленин Дмитрий Алексеевич                  | Коллежский асессор                         | 1870-1873 |
| Черкасский Евгений Александрович (князь)   | Тайный советник                            | 1873-1880 |
| Глебов Михаил Петрович                     | Статский советник                          | 1880-1882 |
| Черкасский Евгений Александрович (князь)   | Тайный советник                            | 1882-1885 |
| Яньков Степан Харлампиевич                 | Генерал-майор                              | 1885-1891 |
| Яньков Андрей Харлампиевич                 | Действительный статский советник           | 1891      |
| Яньков Степан Харлампиевич                 | Генерал-майор                              | 1891-1892 |
| Яньков Андрей Харлампиевич                 | Действительный статский советник           | 1892-1894 |
| Попов Дмитрий Николаевич                   | Камергер, действительный статский советник | 1894-1910 |
| Шаховской Алексей Николаевич (князь)       | Статский советник                          | 1910-     |